# Заборинский, Александр Никифорович
Александр Никифорович Заборинский 2-й (1786—1853) — генерал от кавалерии, комендант Шлиссельбургской крепости.

## Биография
Александр Никифорович Заборинский родился в 1786 году, происходил из дворян Царства Польского.
Службу начал в Рижском драгунском полку, в который поступил 12 апреля 1802 г. рядовым. В сентябре того же года произведён в прапорщики.
В кампанию 1805 года Заборинский участвовал в походе в Австрию и сражался с французами при Аустерлице, а в кампании 1807 года участвовал в сражениях под Гуттштадтом и Фридландом. В 1808 году за отличия в последней кампании получил орден св. Анны 4-й степени.
Во второй период Наполеоновских войн (Отечественная война 1812 года и Заграничные походы 1813—1814 годов) Заборинский безотлучно находился в действующей армии при отступлении нашей армии от Вильны и до Москвы, в сражениях под Тарутиным, Малоярославцем, Вязьмой и Красным, за отличие был произведён в полковники и назначен в лейб-гвардии Уланский полк, также он получил орден св. Владимира 4-й степени с бантом. 25 февраля 1813 года награждён золотым оружием с надписью «За храбрость».
По изгнании Наполеона Заборинский принимал участие в Заграничном походе и за отличия получил от прусского короля особый знак Железного креста и орден Pour le Mérite. 13 марта 1814 года он был удостоен ордена св. Георгия 4-й степени (№ 2861 по кавалерскому списку Григоровича — Степанова)
За отличие в деле 13-го марта 1814 года при Фер-Шампенуазе.
По окончании Наполеоновских войн, в период мирного затишья, до 1819 г. продолжал службу в лейб-гвардии Уланском полку, а потом был произведён в генерал-майоры и назначен командиром 1-й бригады Литовской уланской дивизии. В 1830 году получил орден Святого Станислава 1-й степени.
Когда в конце 1830 года вспыхнул польский мятеж, Заборинскому была вверена 2-я драгунская дивизия. Во главе её он переправился через Буг, а затем и на левый берег Вислы, и вплоть до совершенного умиротворения края занимал видное положение в армии: в сражениях при Вронове и Казимерже (5 и 6 апреля) командовал отдельной частью, а при поражении при Любартове войск генерала Хржановского — левым флангом войск главной армии. За отличие получил чин генерал-лейтенанта и орден св. Анны 1-й степени с императорской короной и польский знак отличия за военное достоинство (Virtuti Militari) 2-й степени.
По окончании кампании был назначен в декабре 1831 года начальником 2-й конно-егерской дивизии. 28 июня 1833 года назначен начальником 2-й уланской дивизией, 18 июля 1835 года отчислен от этой должности с оставлением состоять по кавалерии, а 26 октября того же года был уволен от службы с мундиром и пенсионом полного жалования. Проведя в отставке чуть более полугода, Заборинский 31 мая 1836 года был вновь определён на службу с назначением комендантом Шлиссельбургской крепости вместо генерал-майора Годеина и оставался на этом посту почти тринадцать лет. 6 декабря 1848 года был произведён в генералы от кавалерии.
30 апреля 1849 года Заборинский был уволен от службы с мундиром и пенсионом полного жалования и скончался в 1853 году.
Брат — Семён, генерал-майор, служил вместе с братом в лейб-гвардии Уланском полку и также был кавалером ордена св. Георгия 4-й степени за отличие при Фер-Шампенуазе.